# De Finettis sats
De Finettis sats används inom sannolikhetsteori för att förklara varför utbytbara  sannolikhetsmått (stokastiska variabler) är betingat oberoende som sedan kan tilldelas en  Bayesiansk sannolikhetsfördelning. Satsen är döpt efter Bruno de Finetti. 
Satsen påstår att en utbytbar serie av Bernoulliska stokastiska variabler. är en blandning av oberoende och likafördelade (i.i.d. efter det engelska uttrycket Independent and identically distributed) variabler där varje enskild variabel i serien inte själv nödvändigtvis är i.i.d. utan endast utbytbar så det finns en underliggande uppsättning av stokastiska variabler som är i.i.d.
Det vill säga: bara för att en serie är utbytbar behöver den inte vara oberoende och likafördelad, utan det existerar underliggande och ofta icke-observerbara mängder som är i.i.d. Dessa utbytbara serier behöver inte vara oberoende och likafördelade utan består av blandningar av serier som är det.

## Bakgrund
I Bayesiansk statistik söker man ofta efter den betingade sannolikhetsfördelningen för en slumpmässig mängd given en viss data. Det var de Finetti som introducerade konceptet om utbytbarhet och satsen förklarar den matematiska relationen mellan oberoende och utbytbarhet. 
En oändlig serie av stokastiska variabler,
{\displaystyle X_{1},X_{2},X_{3},\dots \!}
sägs vara utbytbar ifall något ändligt kardinaltal n och om någon av de två ändliga serierna i1, ..., in   och  j1, ..., jn (där varje i och j är skilda och unika). 
De båda serierna, 
{\displaystyle X_{i_{1}},\dots ,X_{i_{n}}{\text{ och }}X_{j_{1}},\dots ,X_{j_{n}}\!}
har samma delade sannolikhetsfördelning. Om identiskt fördelade serier är oberoende så är de dessutom utbytbara, däremot gäller inte det omvända eftersom det finns utbytbara stokastiska variabler som är statistiskt oberoende, till exempel Pólyas urna som går ut på att en urna fylls med bollar med olika färg. Då en boll dras från urnan ersätts denna med två nya av samma färg (det vill säga en boll dras som ersätts av en annan plus en till i samma färg). modellen är döpt efter George Pólya som var en Ungersk matematiker under 1900-talet.

## Satsen

### Version 1
En stokastisk variabel X har Bernoullifördelning om Pr(X = 1) = p och Pr(X = 0) = 1 − p för något p ∈ (0, 1). 
De Finettis sats påstår att sannolikhetsfördelningen för någon utbytbar serie av Bernoulli stokastiska variabler är en blandning av sannolikhetsfördelningen för oberoende och likafördelade stokastiska variabelserier ( av Bernoulli typ). Blandning menar i det här sammanhanget ett avvägt medelvärde, dock betyder inte detta att det är ett ändligt eller räknebart oändlig avvägt medelvärde. Det är troligare en integral snarare än en summa.
Antag att X1, X2, X3, ... är en oändligt utbytbar serie med Bernoullifördelade stokastiska variabler. Då kommer det att finnas någon sannolikhetsfördelning m på intervallet [0, 1] och dessutom någon stokastisk variabel Y sådan att 
- sannolikhetsfördelningen för Y är m.
- Och så att även den villkorliga sannolikhetsfördelningen för hela serien X1, X2, X3, ... givet att värdet på Y beskrivs genom att säga att 
  - X1, X2, X3, ... är villkorligt oberoende  samt om Y för något
  - i ∈ {1, 2, 3, ...} sådant att den villkorliga sannolikheten för Xi = 1, givet att värdet på Y, är Y.

### Version 2
Antag att X1, X2, X3... är en oändligt utbytbar serie med Bernoullifördelade stokastiska variabler. Då är X1, X2, X3, ... villkorligt oberoende slumpvariabler enligt Kolmogorovs lag.

### Version 3
Om vi låter {\displaystyle (S,F)\!} beteckna ett standard Borelrum säger generaliseringen av De Finettis sats att om {\displaystyle P\!} är ett utbytbart sannolikhetsmått för produktrummet (S∞, F∞), så existerar det ett entydigt sannolikhetsmått μ på rummet av alla sannolikheter θ på {\displaystyle (S,F)\!} så att {\displaystyle P\!} kan konstrueras som en kontinuerlig blandning av θ∞ med hjälp av μ. Kända motexempel baseras på om {\displaystyle (S,F)\!} inte är ett standard Borelrum.

## Exempel
Antag att p = 2/3 med sannolikheten 1/2 och p = 9/10 med sannolikheten 1/2. Antag även att den villkorliga fördelningen för serien
{\displaystyle X_{1},X_{2},X_{3},\dots \!}
Vid utfallet p = 2/3 så beskrivs dessa genom att kalla dem oberoende och likafördelade samt att X1 = 1 med sannolikheten 2/3 och  X1 = 0 med sannolikheten 1 − (2/3). På samma sätt fås vid utfallet p = 9/10 att
X1 = 1 med sannolikheten 9/10 och X1 = 0 med sannolikheten 1 − (9/10). Det påstådda oberoendet här är ett villkorligt oberoende, det vill säga variablerna i serien är villkorligt oberoende i de utfall då p = 2/3 och på samma sätt för de utfall då p = 9/10. De är dock inte ovillkorligt oberoende, det är positivt Korrelerande. Betraktar vi De stora talens lag kan vi säga att
{\displaystyle \lim _{n\rightarrow \infty }{\frac {X_{1}+\cdots +X_{n}}{n}}={\begin{cases}2/3&{\text{med sannolikheten }}1/2,\\9/10&{\text{med sannolikheten }}1/2.\end{cases}}}
Istället för att koncentrera sannolikheten 1/2 för båda punkterna mellan 0 och 1 så kan en blandad fördelning vara någon godtagbar sannolikhetsfördelning på ett intervall mellan 0 och 1. Vilken som väljs beror på den gemensamma fördelningen för den oändliga serien av stokastiska Bernoulli variabler. 
slutsatsen för version 1 av satsen blir vettig om serien med stokastiska Bernoulli variabler är ändlig, men satsen är inte allmänt sann i det fallet. Den är sann omm serien kan bytas mot en oändligt lång utbytbar serie. Det absolut enklaste exemplet på en serie med stokastiska Bernoulli variabler som inte kan förlängas är en där X1 = 1 − X2 och X1 är antingen 0 eller 1, där båda har sannolikheten 1/2. Denna serie är utbytbar men kan inte förlängas till en utbytbar serie med längden 3 och därmed inte heller till en oändligt lång serie.